# Max Mittler
Max Mittler (* 24. Mai 1924 in Aarau; † 11. Januar 2004 in Zürich, heimatberechtigt in Döttingen und Baden) war ein Schweizer Autor und Verleger.

## Leben
Mittler besuchte von 1937 bis 1939 die Bezirksschule in Baden und anschliessend das Gymnasium in Zürich bis 1943. Danach studierte er bis 1949 Geschichtswissenschaft an den Universitäten von Zürich, Paris und Madrid und wurde im Jahr 1949 promoviert.
Zwischen 1949 und 1955 war er als Auslandskorrespondent für die Luzerner Neusten Nachrichten tätig und leitete danach von 1956 bis 1966 als Geschäftsführer den Schweizerischen Buchhändler- und Verlegerverein in Zürich. Nach dieser Tätigkeit übernahm er 1967 im Atlantis Verlag in Zürich und Freiburg die Funktion des Verlagsleiters und arbeitete dort bis 1980. Im Jahre 1981 gründete Mittler ein eigenes Verlagsstudio in Zürich und war danach als Selbständiger tätig.
Mittler war Verfasser und Herausgeber von kulturhistorischen Publikationen, vor allem über die Vereinigten Staaten und Mexiko sowie über das 19. Jahrhundert und das beginnende 20. Jahrhundert.

## Publikationen
- Eroberung eines Kontinents. Der große Aufbruch in den amerikanischen Westen. Atlantis, Freiburg im Breisgau/Zürich 1968, DNB 457611618; 3. Auflage 1980, ISBN 3-7611-0359-X.
- Der Weg zum Ersten Weltkrieg. Wie neutral war die Schweiz? Kleinstaat und europäischer Imperialismus. NZZ, Zürich 2003, ISBN 3-85823-969-0.